# شقة من غرفة واحدة

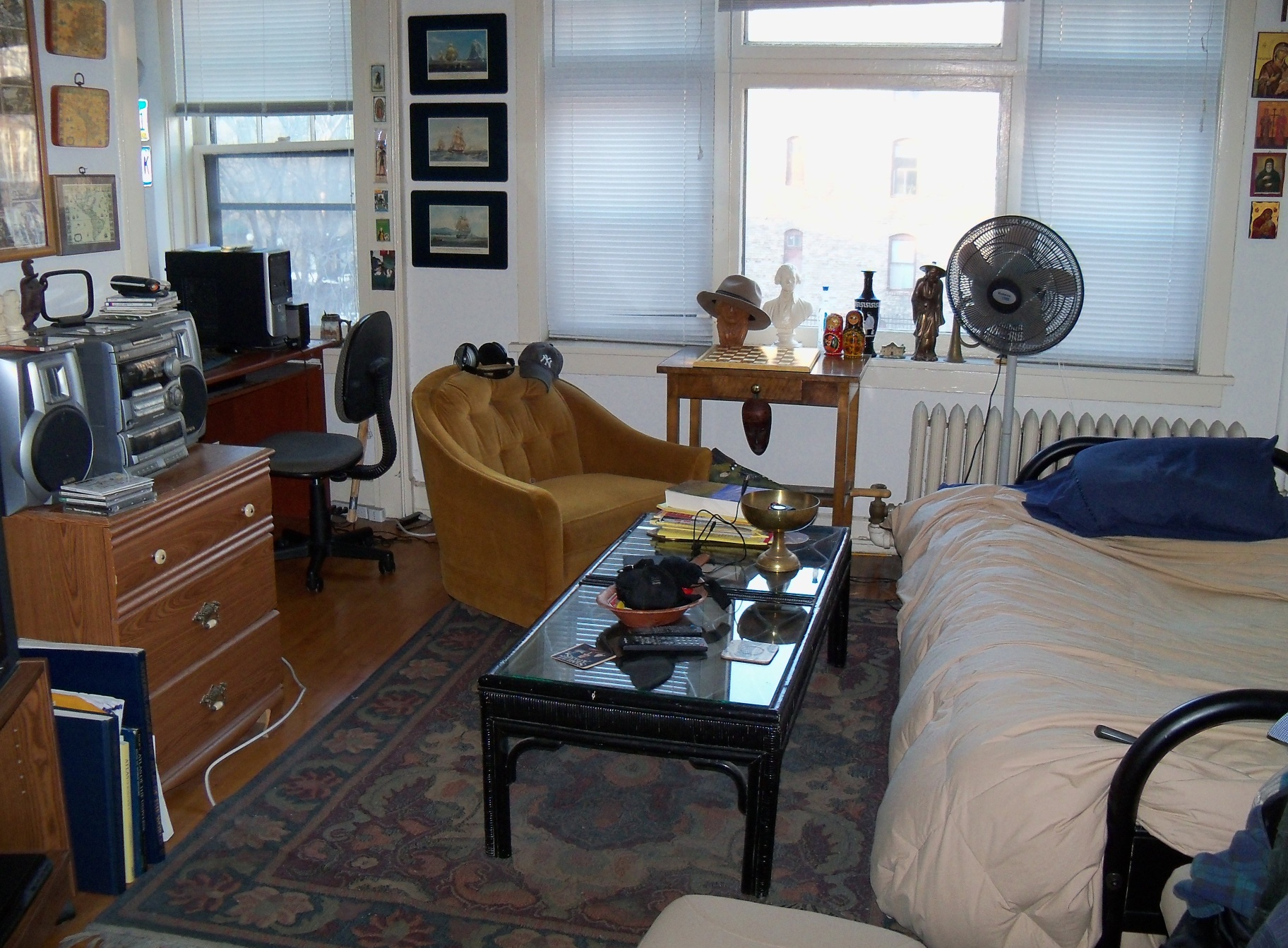
الغرفة الرئيسية للشقة استوديو في مينيابوليس، مينيسوتا، الولايات المتحدة الأمريكية.

المَثْوَى أو الشقة الصغيرة والشقة من غرفة واحدة والإستوديو، هي شقة صغيرة التي تجمع بين غرفة المعيشة وغرفة النوم، ومطبخ صغير في غرفة واحدة.

## التصميم
تتكون هذه الأنواع من الشقق عادة من غرفة واحدة كبيرة والتي هي للمعيشة والطعام، وغرفة النوم. المطبخ إما أن يكون موجود في غرفة مركزية، أو في غرفة صغيرة منفصلة، والحمام عادة في غرفة صغيرة خاصة بها.